# Centrale nucleare di Belene
Il sito nucleare di Belene (in bulgaro АЕЦ Белене) avrebbe dovuto ospitare una centrale con 2 reattori VVER1000 da 1060 MWe lordi per un totale di 1906 MWe netti.
Dopo un lungo travaglio finanziario ed istituzionale, si è poi deciso di abbandonare il progetto di questa centrale per concentrarsi unicamente su Kozloduj 7 e 8.